# 弗拉基米尔·格鲁兹杰夫
弗拉基米尔·格鲁兹杰夫（1952年7月2日—）是一位格鲁吉亚男子帆船运动员。他先后代表独联体和格鲁吉亚参加了1992年和1996年夏季奥林匹克运动会，分别获得第13名和第16名。